# Feldman
Feldman je priimek več oseb:
- Andrea Feldman (1948—1972), ameriška igralka
- Mojsej Isaakovič Feldman (1901—1977), sovjetski general
- Corey Feldman (*1971), ameriški igralec
- Krystyna Feldman (1916—2007), poljska igralka
- Marty Feldman (1934—1982), , angleški igralec
- Miroslav Feldman (1899—1976), hrvaški pesnik in dramatik
- Morton Feldman (1926—1987), ameriški skladatelj
- Noah Feldman (*1970), ameriški politik
- Tibor Feldman (*1947), ameriški igralec